# القناة الاقتصادية
القناة الاقتصادية  محطة فضائية سعودية ثقافية متوقفة، تبث باللغة العربية، وهي إحدى القنوات التابعة لقنوات التلفزيون السعودي الحكومية. بدأت البث في 1 محرم 1431 هـ الموافق 17 ديسمبر 2009 م، ضمن باقة من أربعة قنوات تلفزيونية جديدة، وتقدم القناة عدد من النشرات الإخبارية وباقة من البرامج المختصة بالاقتصاد والشئون المالية والتحليلية سواءً للأسواق السعودية والخليجية والعربية بشكل خاص، والعالمية بشكل عام، تم إيقاف بث القناة عام 2017 م وضمها إلى القناة الاخبارية السعودية.